# باول كامبس
باول كامبس (بالألمانية: Paul Camps)‏ هو لاعب كرة قدم ألماني، ولد في 13 سبتمبر 1989 في ألمانيا الغربية. لعب مع Suchsdorfer SV ‏.

## وصلات خارجية
- باول كامبس على موقع قاعدة بيانات كرة القدم.إي يو (الإنجليزية)